# Бэквордация
Бэквордация, в научной литературе чаще бэквардейшн или бэкуордейшн (от англ. backward — «назад»), также называется депорт — ситуация на рынке фьючерсов, при которой цены на товар с немедленной поставкой (например, акции) оказываются выше котировок по фьючерсным контрактам, а цены на фьючерсы с ближними сроками — выше котировок дальних позиций.
Данная ситуация на рынке является прямо противоположной ситуации контанго. Она может наблюдаться на рынке скоропортящихся товаров, таких, как сельскохозяйственная продукция.